# Cycas chamaoensis
Cycas chamaoensis K.D. Hill, 1999 è una pianta appartenente alla famiglia delle Cycadaceae, endemica della Thailandia.

## Descrizione
È una cicade con fusto eretto, alto sino a 10 m e con diametro di 14-28 cm.
Le foglie, pennate, lunghe 125-255 cm, sono disposte a corona all'apice del fusto e sono rette da un picciolo lungo 30-60 cm; ogni foglia è composta da 170-310 paia di foglioline lanceolate, con margine leggermente ricurvo, lunghe mediamente 16-30 cm, di colore verde scuro o grigio-verde, inserite sul rachide con un angolo di 60-70°.
È una specie dioica con esemplari maschili che presentano microsporofilli disposti a formare strobili terminali di forma ovoidale o fusoidale, lunghi 50-60 cm e larghi 12-13 cm ed esemplari femminili con macrosporofilli) che si trovano in gran numero nella parte sommitale del fusto, con l'aspetto di foglie pennate che racchiudono gli ovuli, in numero di 2-4.  
I semi sono grossolanamente ovoidali, lunghi 35-40 mm, ricoperti da un tegumento di colore giallo.

## Distribuzione e habitat
L'epiteto specifico chamaoensis fa riferimento alla diffusione della specie sugli affioramenti granitici nell'amphoe Khao Chamao del Rayong.

Prospera, inoltre, su crepacci soleggiati di pendii rocciosi.

## Conservazione
La IUCN Red List classifica C. chamaoensis come specie in pericolo critico di estinzione (Critically Endangered).

La specie è inserita nella Appendice II della Convention on International Trade of Endangered Species (CITES)